# (466670) 2014 WY184
(466670) 2014 WY184 es un asteroide perteneciente al cinturón de asteroides, descubierto el 11 de enero de 2010 por el equipo Spacewatch desde el Observatorio Nacional de Kitt Peak (Arizona, Estados Unidos).